# Contabilidade gerencial
A contabilidade gerencial (português brasileiro) ou contabilidade de gestão (português europeu) (em inglês designada por Management Accounting) é uma ferramenta indispensável para a gestão de negócios. De longa data, contadores, administradores e responsáveis pela gestão de empresas se convenceram que amplitude das informações contábeis vai além do simples cálculo de impostos e atendimento de legislações comerciais, previdenciárias e fiscais. Ou seja, a contabilidade gerencial determina o destino empresarial, resultando em indicadores que quando são fiscalizados ajudam as decisões gerenciais do empreendimento, dando um suporte para que o gestor tome as decisões mais corretas possíveis. Com isso, entende-se o quão importante a contabilidade gerencial é para a entidade.
Além do mais, o custo de manter uma contabilidade completa (livros diário, razão, inventário, conciliações, etc.) não é justificável para atender somente o fiscal. Informações relevantes podem estar sendo desperdiçadas, quando a contabilidade é encarada como um mero cumprimento da burocracia governamental.
Os gestores de empresas precisam aproveitar as informações geradas pela escrituração contábil, pois obviamente este será um fator de competitividade com seus concorrentes: a tomada de decisões com base em fatos reais e dentro de uma técnica comprovadamente eficaz – o uso da contabilidade.
A gestão de entidades, sabidamente, é um processo complexo, inesgotável, mas pode ser facilitada quando se tem uma adequada contabilidade.
Dentre as vantagens de utilizar-se de dados contábeis para gerenciamento, podemos listar:
1. Apuração de custos
2. Projeção de orçamentos empresariais
3. Análise de desempenho (índices financeiros)
4. Cálculo do ponto de equilíbrio
5. Determinação de preços de vendas
6. Planejamento tributário
7. Controles orçamentários
8. Teoria das Restrições(TOC)Contabilidade por Ganho
9. Balanced Scorecard
10. ABM/GECON - Sistema de Informação de Gestão Econômica

Temos tambem como principal aspecto da contabilidade gerencial a tomada de decisões, é de extrema importancia para uma entidade obter um profissional extremamente qualificado para o cargo que pode alavancar muito uma empresa.